# Charvieu-Chavagneux
Charvieu-Chavagneux is een gemeente in het Franse departement Isère (regio Auvergne-Rhône-Alpes). De plaats maakt deel uit van het arrondissement Vienne. Charvieu-Chavagneux telde op 1 januari 2022 10.459 inwoners.

## Geografie
De oppervlakte van Charvieu-Chavagneux bedroeg op 1 januari 2022 8,65 vierkante kilometer; de bevolkingsdichtheid was toen 1.209,1 inwoners per km².

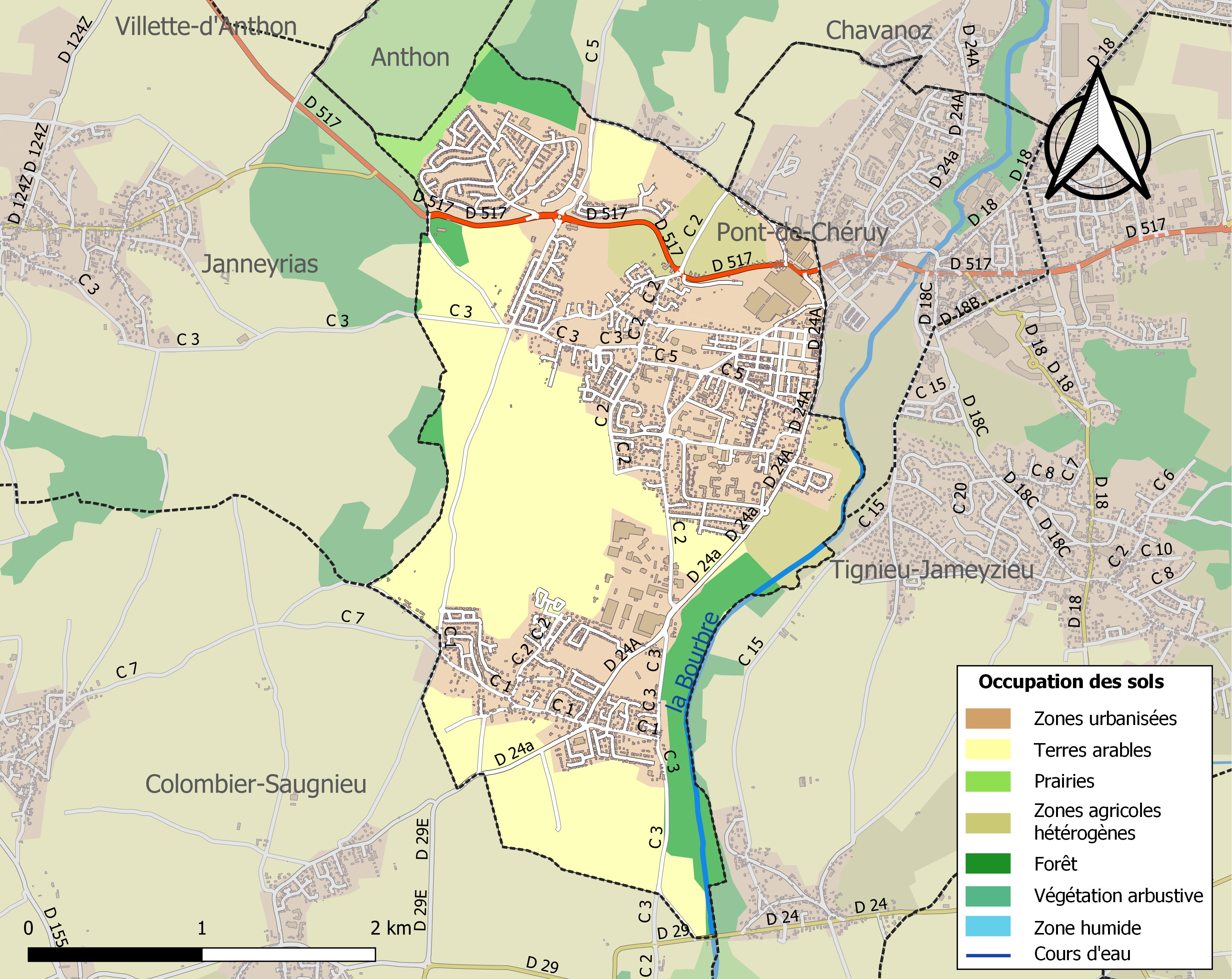
Kaart van de gemeente met de belangrijkste infrastructuur, bodemgebruik en omliggende gemeenten

## Demografie
Onderstaande figuur toont het verloop van het inwonertal (bron: INSEE-tellingen).

## Geboren
- Jean Djorkaeff (27 oktober 1939), voetballer